# James Hollingworth
James Hardy Hollingworth, född 27 juni 1947 i Vetlanda, är en svensk musiker och artist.
Första tv-serien Hollingworth medverkade i var Vill du veta från 1968. Han har även deltagit i 18 program av radioserien Djurens brevlåda. Hollingworth har också arbetat tillsammans med Karin Liungman och som programledare för barnprogrammet Halvfemhuset på Sveriges Television. 
James Hollingworth har även skrivit musik till Björn Skifs och Electric Banana Band och han sjöng ledmotivet till tv-serien Ärliga blå ögon som sändes 1977.
Hollingworth skapade och driver skolprojektet ”Skriv och sjung” där skolbarn får vara med och skriva sånger. Barnlåtarna utmärks av lekfulla texter med mycket inslag av djur. Han är mest känd för låten "Älgarna demonstrerar" från 1974.
För skivan Hajar du tilldelades han och Jojje Wadenius en Grammis 2006.

## Diskografi
- Medvind – 1974, med Karin Liungman, vuxenskiva
- Barnlåtar – 1974, med Karin Liungman
- Djurens brevlåda – 1976, med Karin Liungman
- Ärliga blå ögon – 1977
- Halvfemhuset – 1980
- Pelle Svanslös – 1980
- Den sista vargen – 1980
- Monchhichi – 1981
- Nu ska vi sjunga I – 1986
- Nu ska vi sjunga II – 1994
- Conclusions – 2005
- Hajar du – 2006, med Jojje Wadenius, Grammis-belönad